# Profunditat òptica
La profunditat òptica és una mesura de transparència definida com el logaritme negatiu de la fraccio de radiació (per exemple llum) que no està dispersada o absorbida en un camí. La profunditat òptica mesura la proporció de radiació absorbida o dispersada al llarg d'un camí a través d'un medi parcialment transparent; la profunditat òptica d'un objecte molt proper és zero, i si la distància a l'objecte augmenta també ho fa la profunditat òptica.

## Formulacions
La profunditat òptica expressa la quantitat de llum aïllada d'un raig per dispersió o absorció durant el seu camí a través d'un medi.
Si {\displaystyle I_{0}} és la intensitat de radiació de la font i {\displaystyle I} és la intensitat observada després d'un camí donat, llavors la profunditat òptica {\displaystyle \tau } és definida per la següent equació:
{\displaystyle I/I_{0}=e^{-\tau }.\,}

### Càlcul a partir de principis fonamentals
En física atòmica, la profunditat òptica d'un núvol d'àtoms pot ser calculada a partir de les propietats mecànico-quàntiques dels àtoms. Ve donada per:
{\displaystyle \tau ={\frac {d^{2}\nu N}{2c\hbar \epsilon _{0}A\gamma }},}
on {\displaystyle d} denota el moment de transició dipolar, {\displaystyle \gamma } l'amplada natural de línia de la transició, {\displaystyle \nu } la freqüència, {\displaystyle N} el nombre d'àtoms i {\displaystyle A} la secció transversal del raig.

### Aerologia
En aerologia se sol referir a la profunditat òptica de l'atmosfera com el camí vertical des de la Terra a l'espai exterior.

### Astronomia
Un altre exemple ocorre en astronomia on la fotosfera d'una estrella és definida com la superfície on la seva profunditat òptica és 2/3. Això vol dir que cada fotó emès a la fotosfera pateix una mitjana de menys d'una dispersió abans que arribi a l'observador. A la temperatura a profunditat òptica 2/3, l'energia emesa per l'estrella concorda amb l'energia total emesa observada.
Cal notar que la profunditat òptica d'un medi donat serà diferents per diferents colors de longituds d'ona de llum.
Per anells planetaris, la profunditat òptica és la proporció de llum bloquejada per l'anell quan aquest s'interposa entre la font i l'observador. La profunditat òptica es determina normalment a partir d'ocultacions estel·lars.